# 김인겸
김인겸(金仁謙, 1707년 ~ 1772년)은 조선의 문인이다. 자는 사안(士安), 호는 퇴석(退石), 본관은 안동(安東).
영조 때인 1763년 8월 진사로 사신 조엄을 따라 일본에 다녀온 후, 그 기행을 율문시로 쓴 《일동장유가》를 지었다. 이 기행 가사는 한국 문학사상 매우 중요한 위치를 차지하고 있다.

## 가족 관계
- 아버지 : 김창복(金昌復)
- 어머니 : 장서주(張瑞周, 인동장씨)의 딸